# Пено (станция)
Пено — железнодорожная станция Октябрьской железной дороги на 147 километре линии Бологое — Полоцк в посёлке городского типа Пено Тверской области
На станции останавливается один поезд дальнего следования Осташков - Москва. На станции также останавливаются два пригородных поезда Бологое - Великие Луки и Торжок - Осташков.Грузовое движение по линии через станцию незначительное
Станция имеет незначительное путевое развитие. Все стрелочные переводы ручные.